# Оптички микроскоп
Оптички - светлосни микроскоп  је оптички инструмент који користи део електромагнетног спектра - видљиву светлост, за повећање слика малих, голим оком невидљивих блиских објеката, као и за раздвајање блиских тачака на њима. Он је први пронађени тип микроскопа.

## Историјат
И први најпростији микроскоп лупа – тзв. једноставни микроскоп, као и оптички систем свих сложенијих, тзв. састављених микроскопа, који су једино и задржали назив микроскоп, као основну и најважнију оптичку јединицу имају сочива.
Брусач стакла , Холанђанин Антони ван Левенхук је брусећи стакла посебним технологијама правио квалитетна сочива . Системи његових сочива постављених у оптичкој оси били су у ствари први микроскопи. Гледати оно што се голим оком ни не наслућује био је својеврсни спектакл. Тим његовим оптичким сеансама често су присуствовали и чланови краљевских породица. Његова сочива увећавала су до 250 пута. Сматра се првим истраживачем протозоа, људских сперматозоида, бактерија и црвених крвних ћелија (еритроцита). Након смрти свету је оставио 247 микроскопа (од којих се седам и данас користи), али не и тајну прављења сочива. До тога су будући научници морали да дођу сами.
Претпоставља се да је први микроскоп направио Захарије Јансен, холандски забављач још 1590. године.
Први микроскопи били су, свакако оптички- светлосни, тј. они који користе видљиву светлост за микроскопирање. У техничком смислу то је било већ само једно сочиво, односно лупа. Помоћу једног сочива се увећавала слика предмета.
Прост микроскоп, тј. лупа, није могао да постигне задовољавајућа увећања и јасноћу слике, јер закривљујући површину сочива лупе, у намери да лупи смањимо жижну даљину и тако повећамо увећање, дошло се до граница техничких могућности. Лупа с великим повећањем морала би бити врло малена, много мања од најмањег сочива микроскопа, а то већ прелази техничко-технолошке могућности њихове израде.
Када би изградња оваквих сочива и била могућа, овако добијена слика била би неупотребљива, тамна и нејасна- без оштрине.
Могућности лупе, оптичког система са једним сочивом, биле су исцрпљене. Проблем већих и квалитетнијих увећања упутио је на систем сочива постављен у једној оптичкој оси. Већ само два одговарајућа сочива, истина скромно и примитивно, наговештавају овај принцип као решење. Настаје такозвани сложени микроскоп. Микроскоп је коначно увећао слику предмета много више пута него лупа, знатно исправио грешке сочива, и много боље раздвојио блиске тачке на предмету.
Тако је коначно настао оптички микроскоп у данашњем смислу речи.
Микроскоп је временом еволуирао. Потреба за већим и прецизнијим увећањима, за бољом резолуцијом, тј. моћи раздвајања посматраних тачака, као и потребе кориговања разних девијација насталих проласком светлости кроз сочива како би слика предмета била што објективнија, као и технолошки напредак науке, су усавршавали микроскоп. Објектив и oкулар нису више била само два сочива, већ временом, читав низ повезаних и усклађених, компатибилних система сочива.
Све захтевније потребе тражиле су и нова решења микроскопа. Временом настају и друге врсте микроскопа. Настају микроскопи са ултравиолетном светлошћу па до данашњих рендгенских, електронских, протонских и других.

## Саставни делови оптичког микроскопа
Микроскоп је грађен из механичког и оптичког дела.

### Механички делови микроскопа
а) Подлога
Подлога је доњи дио микроскопа који носи све остале делове.
б) Сталак
Сталак се надовезује на подлогу и он носи у горњем делу тубус са окуларом и објективом, у средњем столић д, а са доњим делом је везан за подлогу
ц) Тубус
Тубус је метална цев који у свом доњем делу носи објектив г, а у горњем окулар х. Он има своју физичку и оптичку дужину и оне се разликују. Физичка износи око 160 мм. Оптичка дужина тубуса је раздаљина између задње даљине објектива и предње жижне даљине окулара.
д) Столић
Столић служи да се на њега постави објекат-предмет који се микроскопира
е) Завртњи
Завртњима се регулише висина тубуса у односу на посматрани предмет. Постоје два завртња. Велики макрометарски и мали микрометарски. Велилким се грубо поставља тубус у близину самог предмета, а онда се малим завртњем примиче на потребну удаљеност од предмета. Велика је и вишеструка практична корист од завртња.

### Оптички делови микроскопа
г) Објектив
Објектив је омањи цилиндрични оквир са системом од једног или више сочива у себи. Има навоје и причвршћује се завртањем на доњи део тубуса који је експониран објекту - предмету посматрања. Ствара реалну, увећану и обрнуту слику предмета. Постоје и такви микроскопи код којих тубус има наставак који се зове револвер, а који на себи има већ постављена три објектива различите оптичке моћи. Који ће се од њих употребити зависи од потребе микроскопирања.
Објективи су врло компликоване грађе а она зависи од:
1) величине повећања,
2) степена у коме поправљају грешке сочива,
3) начина употребе и сврхе намене:
```
 1) Што је веће повећање, објектив је сложеније грађен.
 2) Што је степен у коме поправљају грешке сочива виши, то је и грађа другачија и сложенија. Постоје:
```

- Ахроматски објективи- Код ових објектива уклоњена је хроматска аберација. Сферна аберације је за једну боју поправљена код ахроматских објектива.
- флуоритни објективи – Добили име по томе што су њихова сочива направљена од флуорита. Према својим оптичким квалитетима ови објективи се налазе на средини између ахроматских и апохроматских објектива, па се називају семиапохроматима.
- апохроматски објективи- За изградњу апохроматских објектива употребљава се већи број флуоритских сочива него код обичних флуоритних објектива. Код њих је хороматска аберација поправљена тако да су сједињени фокуси (жиже) три различите боје. Тиме је у целости уклоњен секундарни спектар, а преостали терцијерни је тако незнатан да не утиче на слику.

3) Грађа обзиром на начин употребе може бити сува и имеризона.
а) Суви објективи између фронталне површине сочива објектива и предмета имају постојећи ваздух. Ови објективи су углавном они са слабијим повећањем.
б) Имеризони објективи су они објективи који између фронталне површине објектива и предмета имају неку имерзиону течност. Имерзиона течност омогућава већи улазак светлости од посматраног предмета у објектив, те самим тим и могућност јасније слике као и већег повећања објективом. Ови објективи се користе код већих укупних повећања микроскопом.
х) Окулар
Окулар је такође омањи цилиндрични оквир, у кога су уграђена сочива. Смештен је у горњем делу тубуса и то до ока посматрача. Добијену слику објектива, по принципу лупе, поново увећава. Настала слика је коначна слика добијена микроскопом и она је увећана, виртуелна, и даље обрнута. Постоје окулари за оба ока посматрача онда се такав микроскоп зове бинокуларни микроскоп. Постоје и окулари који имају два излазна окулара за двојицу посматрача. Користе се углавном у едукацији. Окулари су сложене лупе. Сложеност зависи од њиховог увећања. Окулари су дужи код слабијих увећања и обрнуто.
л) Справа за осветљавање Предмети се осветљавају природним светлом, или вештачком расветом.
Осветљавање предмета, зависно од врсте предмета и потреба посматрања се врши:
- одоздо - најчешћи вид
- одозго
- са стране

Справа за осветљавање постоји код свих микроскопа. Чине је, одоздо ка столићу са предметом, овим редом постављени делови: огледало (комбинација равног и конкавног), носачи за филтере, дијафрагма или ирис застор и кондензатор. Код микроскопа са слабијом оптичком моћи чине је комбинација равног и конкавног огледала и дијафрагма за регулацију обима светла којим се микроскопира. Захтевнији микроскопи, зависно од потреба и укупног увећања микроскопа, много су сложеније грађени. Поред обавезних делова имају и лежајеве за филтере и кондензатор.
Кондензор омогућава довољно јако и равномерно осветљавање предмета. Грађен је од система сочива и има своју жижну даљину. Завртњима се може помицати вертикално по оптичкој оси микроскопа, са којом је компатибилан, чиме се врши његово фокусирање. За већину потреба у микроскопирању предњу жижу кондензора треба довести у раван посматраног препарата.
Ирис застор - дијафрагма, својим променљивим отвором пропушта одговарајућу, максималну количину светла одбијеног од микроскопског огледала.
р) Предметно и покровно стакло. На предметно стакло се поставља предмет за микроскопирање. Предмет је уроњен у кап дестиловане воде . Преко њих се поставља покровно стакалце. Предметно стакло је дебље. Покровно стакло је тање и има свој индекс лома. Оно дифракционом светлу из посматраног предмета увећава угао под којим оно излази пропуштајући га у објектив. Оно такође утиче на укупно увећање микроскопом.

## У каквом физичком односу стоје окулар и објектив у тубусу
Изнад предмета постављен је објектив. Предмет је постављен уз саму равнину предње жиже објектива. Окулар је удаљен од објектива толико да се слика предмета, реална, обрнута и увећана објективом, пројектује у предњу жижу окулара. Окулар, ову реалну слику предмета, увећану објективом, принципом лупе, поново увећава и коначно виртуелно приказује.

## Принцип рада микроскопа
Упрошћено : Одбијену светлост од посматраног предмета (објекта), значи ту минијатурну слику предмета, сочиво објектива увећава и раздваја блиске тачке на њему. Тако дефинисану коначну слику предмета у објективу, сочиво окулара, још једанпут увећава. Ово је основни принцип и све остало су само сложене варијације. Врло је значајно код микроскопа разумети да није УВЕЋАЊЕ микроскопа и довољно за добијање потребне слике предмета. Увећање је само потребан али не и довољан услов за употребљиву слику насталу микроскопом. Много је важнија моћ раздвајања блиских тачака посматраног објекта коју проводи објектив. Остварење функције микроскопа омогућује срећна околност да се повећавањем закривљености оптичког система објектива, односно усложавањем његовог система сочива, смањује жижна даљина микроскопа, па тако једним потезом повећавају, и увећање, и моћ раздвајања објектива.

## Капацитет микроскопа
Капацитет микроскопа је то већи колико више задовољава најмање три критеријума.
Увећање микроскопа показује колико је слика предмета већа од предмета кога микроскопирамо. На тај начин добијамо већу слику посматраног објекта.(Г= 250xt/f1xf2: Увећање микроскопа је једнако количнику производа нормалне видне даљине и оптичке дужине тубуса и производа жижних даљина објектива и окулара)
Нумеричка апертура - Моћ раздвајања објектива је његова способност да даје слике двеју међусобно блиских тачака раздвојене. Што је већа апертура добијамо јаснију и оштрију слику, т.ј. сличнију посматраном објекту - више детаља.(А= n x sinб; Нумеричка апертура по Ernstu Abeu је производ индекса лома покровног стакалца и синуса половине угла отвора објектива).
Грешке сочива (код оптичких и микроскопа који садрже оптичке елементе) су: расип беле светлости или дисперзија, хроматска аберација, сферна аберација, закривљеност равнине слике. Отклањају се постављањем система комплементарних сочива у објективу и окулару.
Све ово и јесу разлози зашто је микроскоп врло компликована справа код кога је једино принцип прост, а све остало захтевно и врло високог логистичког и техничко-технолошког нивоа.

## Стварање слике у микроскопу
Посматрани предмет у микроскопу може бити извор светлости или тамни предмет какви су најчешће објекти које микроскопирамо. Наредна разматрања се углавном односе на тамне предмете који нису извори светлости.
Одговарајуће слике тачака предмета настају на оним мјестима, где би настале и по законима геометријске оптике, о чему је већ говорено, али како се свака тачка предмета који није извор светла и који је и сам невидљив простим оку, види, то је највећа тајна и загонетка микроскопа. Постоји неколико теорија о томе. Релевантна је Абеова теорија чија ћемо начела и елементарне принципе, покушати разумети следећим разматрањима.
Природна или вештачка светлост, из извора светлости улази одоздо и управно на тамни предмет. Када би тај предмет био потпуно непрозиран таквим осветљењем виделе би се само његове контуре. Али ако је он пресечен у танком слоју кроз њега ће светлост моћи да пролази и он ће бити употребљив за микроскопирање. Какав год да је предмет, он је састављен од већег или мањег броја тачака, односно делова предмета. Неке тачке, односно делови, су компактнији или мање компактни, па тако, више, односно, мање, пропустљиви за светлост. То значи да постоје одређени размаци између тачака, или пукотине, које боље пропуштају светлост.
Предмет се постави у раван предње жижне даљине оптичког система микроскопа. По закону оптике кохерентна светлост која управно пада на уске пукотине у предмету, мења правац свога кретања, односно врши отклон. Тај отклон се зове дифракција светлости. Он је пресудан за формирање појединости предмета у равнини задње жижне даљине објектива. По законима оптике и интерференције светлосних таласа, неке од зрака светлости се поништавају, неке увећавају. То се дешава по одређеним правилима. За њихово разумевање у микроскопу се уместо предмета поставља оптичка решетка- (стаклена плочица нарезана паралелним зарезима у једнаким размацима). Брег између два зареза је у ствари уска пукотина која пропушта светлост по законима дифракције. Како је оптичка решетка изузетно правилно структурирана на њој је лакше разумети формирање слике пукотина предмета у равни задње жижне даљине објектива. 
Кроз сваку пукотину долази до отклона зрака светлости под одређеним угловима тако да оне, зависно од углова, почињу, једна за другом, да заостају за пола, целу, за три половине, за четири половине, односно пет половина таласних дужина светлости. Када се ради о параном броју половина таласне дужине светлости у помаку у фази таласног фронта, јављају се тамне пруге и зову се минимуми, а када је број непаран, онда се јављају светле пруге и зову се максимуми. Постоје: нулти максимум, први до шестог максимума.
Битно је разумети да поједине тачке слике предмета, било оптичке мрежице или неког другог посматраног предмета, не настају независно једна од друге по законима геометријске оптике, већ их стварају кохерентне зраке светлости, које пролазе кроз разне тачке оптичке решетке, односно предмета.
Абеова теорија сматра да је слика предмета у равни задње жижне даљине објектива у ствари слика извора светлости уобличена структуром уских пукотина предмета, настала од кохерентних зрака светлости свих тачака предмета. Значи, добијена слика није примарна слика предмета, већ другостепена. Зато он ову слику и назива секундарном сликом.

## Практично микроскопирање
Чување микроскопа
Оптички као и механички делови микроскопа су подложни стресу, влази, прашини и осталим нечистоћама. Постоје правила по којима се микроскоп чува и преноси. Када се не употребљава налази се под заштитним стакленим звоном или у специјалној кутији. Једино се сме подизати ако се ухвати за рукохват предвиђен на његовом сталку. Прописан је и начин одржавања чистоће оптичких и других делова. Објектив и окулар се не растављају. Никада се ни један доступан део сочива не додирује руком, осим када се чисти, а и тада, само на зато прописан начин.
Припрема за микроскопирање
Микроскопирање, тј. посматрање микроскопом, обухвата неколико неизбежних радњи.
Припрема објекта, односно предмета, односно препарата за микроскопирање. То је сложена радња и зависи од врсте препарата и намјере посматрања. Изузетно се мора обратити пажња на чистоћу предметног и покровног стакла, јер нарочито код већих повећања, свака нечистоћа ће сметати слици посматраног предмета.
Припремљен препарат између стакала се поставља на сточић и одоздо осветљава. Врши се намештање комбинације равног, односно конкавног огледала тако да оно природну светлост ломи под правим углом и вертикално убацује у кондензор, односно на предмет. Потом се врши фокусирање кондензора да би се његова предња жижна даљина довела у раван посматраног предмета и на сами предмет. У микроскопу се поставља оптичка комбинација окулара и објектива који дају најмање повећање да би се у микроскопу лакше добила слика предмета. (да би се предмет пронашао и видео у микроскопу). Затим се, уколико и овако није пронађе, препарат у предметним стаклима лагано помера хоризонтално по микроскопском сточићу све док се у оку посматрача коначно не види обрис или сам предмет. Онда се великим вијком тубус диже, односно спушта да се слика предмета јасније појави. Када се слика предмета појави, онда се малим, микрометарским вијком слика предмета, коначно изоштрава. Када је на овај начин добијена слика предмета микроскопом, онда се могу, зависно од потребе, у тубус постављати комбинације за јача увећања.